# Lars Viellechner
Lars Viellechner (* 1976 in Berlin) ist ein deutscher Rechtswissenschaftler.

## Leben
Nach dem Abitur an der Bertha-von-Suttner-Oberschule in Berlin (1995) und dem Zivildienst am Evangelischen Pflegeheim St. Lukas in Berlin (1995–1996) studierte er Rechtswissenschaft an der Université Panthéon-Assas/Paris II (Licence en droit 1999), Humboldt-Universität zu Berlin (erstes juristisches Staatsexamen 2002) und Yale Law School (Master of Laws 2004). Nach dem Rechtsreferendariat am Hanseatischen Oberlandesgericht Hamburg (Wahlstation am Bundesverfassungsgericht (zweites juristisches Staatsexamen 2008)) erwarb er die Promotion an der Humboldt-Universität zu Berlin (Dr. iur. 2012). Er lehrte als Juniorprofessor (2014–2021) und ist Professor für Öffentliches Recht, insbesondere Verfassungsrecht, Verfassungstheorie, Rechtsphilosophie und Transnationales Recht an der Universität Bremen (seit 2021) und gehört dort dem Direktorium des Zentrums für Europäische Rechtspolitik an.

## Auszeichnungen
- 2023: Berninghausenpreis der Universität Bremen, Kategorie: Studierendenpreis[1]